# Malayotyphlops canlaonensis
Espèce
Synonymes
- Typhlops canlaonensis Taylor, 1917

Statut de conservation UICN

 DD  : Données insuffisantes
Malayotyphlops canlaonensis est une espèce de serpents de la famille des Typhlopidae. 

## Répartition
Cette espèce est endémique de l'île de Negros aux Philippines.

## Description
Dans sa description Taylor indique que le spécimen en sa possession mesure 122 mm dont 2,5 mm pour la queue tout en précisant qu'il n'est pas possible de savoir s'il s'agit d'un adulte ou non. Son dos est noir verdâtre brillant apparaissant verdâtre sous certains angles. Sa face ventrale est jaune rosé. Sa tête présente de fines lignes claires surlignant plus ou moins ses écailles.

## Étymologie
Son nom d'espèce, composé de canlaon et du suffixe latin -ensis, « qui vit dans, qui habite », lui a été donné en référence au lieu de sa découverte, le Kanlaon, parfois orthographié Canlaon, le volcan point culminant de l'île de Negros.

## Publication originale
- Taylor, 1917 : Snakes and lizards known from Negros, with descriptions of new species and subspecies. Philippine Journal of Science, vol. 12, p. 353-381 (texte intégral).